# Daomapasset
Daomaguan (倒马关), eller Daomapasset, är ett bergspass och en historisk strategiskt viktig passage i kinesiska muren.
Daomaguan ligger 80 km nordväst om Baoding i Taihangbergen i Hebei i Kina. Daomaguan är tillsammans med Juyongguan, Zijingguan och Guguan de fyra kända passagen i den kinesiska muren i Mingdynastins "Västra Beijing" (京西), och är även (tillsammans med Juyongguan och Zijingguan) en av de tre inre passagen genom kinesiska muren. På bergen runt bergspasset fanns det tidigare fyra stenfästningar, men på grund av erosionen kan man i dag bara se dess rester.